# Episodi de I viaggiatori delle tenebre (seconda stagione)
La seconda stagione della serie televisiva I viaggiatori delle tenebre è stata trasmessa in anteprima negli Stati Uniti d'America dalla HBO tra il 13 novembre 1984 e il 9 aprile 1985.
| nº | Titolo originale   | Titolo italiano | Prima TV USA     | Prima TV Italia |
| -- | ------------------ | --------------- | ---------------- | --------------- |
| 1  | Lovesounds         |                 | 13 novembre 1984 |                 |
| 2  | Remembering Melody |                 | 27 novembre 1984 |                 |
| 3  | Face to Face       |                 | 4 dicembre 1984  |                 |
| 4  | And If We Dream    |                 | 15 gennaio 1985  |                 |
| 5  | Petty Thieves      |                 | 29 gennaio 1985  |                 |
| 6  | Videodate          |                 | 16 febbraio 1985 |                 |
| 7  | A Time for Rifles  |                 | 2 marzo 1985     |                 |
| 8  | Man at the Window  |                 | 12 marzo 1985    |                 |
| 9  | Hired Help         |                 | 26 marzo 1985    |                 |
| 10 | Murderous Feelings |                 | 9 aprile 1985    |                 |